# Metarhadinorhynchus valiyathurae
Metarhadinorhynchus valiyathurae is een soort in de taxonomische indeling van de Acanthocephala (haakwormen). De worm wordt meestal 1 tot 2 cm lang. Ze komen algemeen voor in het maag-darmstelsel van ongewervelden, vissen, amfibieën, vogels en zoogdieren.
De haakworm komt uit het geslacht Metarhadinorhynchus en behoort tot de familie Illiosentidae. Metarhadinorhynchus valiyathurae werd in 1990 beschreven door Nadakal, John & Jacob.